# 小艇分區
小艇分區（英文：Small Boat Division，縮寫：SBDIV），隸屬於香港警務處行動處水警總區，為水上準軍事部隊（轄下包括一支特種警察部隊），主要責任為反罪惡巡邏、打擊偷渡及追截走私，於大型活動、節日或突發事故時的海上交通管制、於緊急事故或災難時提供緊急醫療服務，並且協助反恐。小艇分區在訓練、裝備及行動策略上均受到世界多國的高度評價。

## 組織
- 小艇分區，由一名警司出任主管，由一名總督察出任副主管。
  - 總務室
  - 行政及支援，由一名高級督察出任主管。
  - 行動組：小艇隊（英文：Small Boat Unit，縮寫：SBU）[4]：負責反罪惡巡邏、打擊偷渡及追截走私，以及於大型活動、節日或突發事故時交通管制；由一名高級督察領導。
    - 海事緊急應變小組（英文：Maritime Emergency Response Team，縮寫：MERT）：於2013年1月成立，為準軍事化快速反應部隊及特種警察部隊，負責在緊急事故或災難時提供緊急醫療服務，以及協助反恐；其部份訓練內容由特別任務連海事反恐怖活動小艇隊提供。
    - 總區特遣隊 Regional Task Force (前稱反走私特遣隊)（英文：Anti-Smuggling Task Force）：於1991年由香港政府成立，由警務處統率，隊員來自警務處、海關及（於香港主權移交前）駐港英軍（包括皇家香港輔助空軍及後來的政府飛行服務隊），負責追截走私。

### 歷任主管
- Les Bird警司
- 林桂彬警司
- John Cox警司：小艇分區首任主管
- 施志文警司（Dominique Ziemann）
- 金文諾警司（John Cameron）
- 顏鐵誠警司（Mark Anstiss）
- 章美漢警司
- 梁宗定警司
- 劉經倫警司
- 汪偉諾警司（Tim Worrall）
- 周信偉警司
- 余富強警司
- 何月恒警司
- 馮志恒警司

## 歷史

### 快艇特警隊成立
1979年10月，高級警司郭燊倣效英國皇家海軍陸戰隊42號突擊隊成立快艇特警隊，共45名人員，分為兩組，連同8艘蘇地亞橡皮艇以及一艘母船組成。由於當時的非法入境者多數取道后海灣，故此當時的快艇特警隊長期駐守在香港海域西部。於成立後首10個月，快艇特警隊就拘捕了逾萬名非法入境者，成功接替駐港英軍負責相關任務。至1989年，小艇隊的員額增加至逾百名，由一名總督察出任主管；水師改進為13艘快艇。隨著執法能力提高，其職能亦相應改變，從昔日單純的打擊偷渡，擴展至包括追截走私及反恐。小艇隊的成效享譽國際，世界多國陸續來訪香港倣效，包括汶萊、阿曼及小艇隊的原先倣效對象──英國軍隊。

### 反走私特遣隊成立
1990年代起，走私罪行愈見猖獗，日均近20艘快艇進入香港，泊岸提取走私物品，主要為香煙、錄影機、電視機、左軚汽車及在香港偷竊得來的汽車，每日走私物品市值達數百萬港元。當時，很多私梟都持重型軍火，並用配備5部各300匹外舷機推動的馬達快艇（俗稱大飛）走私，在海面上經常上演警匪大火拼的戲碼，造成數名人員殉職。包括1990年6月3日，小艇隊一艘快艇在水警北分區吐露港近大美篤反走私時，遭一艘馬達快艇蓄意撞擊，導致兩名人員墜海及警員 (香港)陳冠斌殉職；1991年9月23日，小艇隊在追截一艘嘗試逃逸的馬達快艇時，遭其突然迴擊，導致多名人員受傷，其中創隊人員警署警長畢炎超殉職。
有見及此，香港政府於1991年成立反走私特遣隊，專門打擊走私罪行，並且與小艇隊緊密合作。反走私特遣隊為求杜絕走私勾當，利用逾300磅炸藥將當年為走私黑點的龍蝦灣碼頭及相關的路段（為駐港英軍已棄用設施）炸毀。此外，針對馬達快艇經常航入逞長條形的吐露港沿岸將走私物品運走，反走私特遣隊在吐露港其中一段狹窄水域的最狹窄位置的水底佈網，每當馬達快艇提取走私物品後返程中國大陸時即將網抽起，以勒索其螺旋槳，將走私者人贓並獲，連同馬達快艇一同充公。反走私特遣隊亦改裝充公得來的馬達快艇，師夷之長技以制夷，因此發展出一套獨特的高速攔截快艇戰術，令走私情況顯著消散。至1996年，再無發現快艇進入香港海域進行走私勾當。
1994年，香港政府撥款6億港元予特別任務連以添置一小隊硬身橡皮艇。從此，特別任務連不再依靠小艇隊的快艇支援。

### 小艇分區成立及合併
1995年5月1日，小艇分區成立；翌年，小艇隊與反走私特遣隊統一由小艇分區管理；2003年4月23日，兩個單位合併為小艇分區。
2006年1月至2009年10月，小艇分區共搜獲市值3億2千萬港元的走私貨物，當中包括82艘船及27輛車；2006年3月至2009年10月，小艇分區共拘捕1,045名非法入境者。
2010年1月25日早晨，反走私特遣隊首次引用新修訂的《進出口條例》（於2009年12月24日生效，目標是加強打擊馬達快艇用作非法用途。《進出口條例》第14A（6）（b）（iv）訂明：「凡250總噸以下的船隻，如安裝一部或多於一部舷外引擎設施，該等引擎的總功率超過225匹馬力，即可被推定作為走私用途，有關船隻及貨物會被充公。」），在大嶼山馬灣公眾碼頭充公5艘安裝有逾法例所限的馬達快艇，並且在沙田區拘捕一名涉案疑犯。

### 海事緊急應變小組成立
由於水警總區原來無特定分區或單位負責尤如各陸上總區衝鋒隊所肩負的緊急服務，水警總區詳細研究後，認為小艇分區在行動上的靈活多變及高效而指派其負責海事緊急應變任務。海事緊急應變小組因此應運而生，於2013年1月成立，成為警務處第5支特種警察部隊（海事上第2支）。同年10月8日至26日，海事緊急應變小組6名人員前赴新加坡參與新加坡警察部隊警察海岸保衛處轄下的特種警察部隊──特遣中隊，為期3周的訓練課程，內容包括駕駛快艇、破門、戰術性強行登船、近距戰鬥及自衞術；與此同時，交流經驗。

## 水師

### 快艇特警隊
快艇特警隊成立時旗下包括8艘蘇地亞橡皮艇（時速達25海浬，由3名人員操作）及一艘母船──警輪31，長70呎，安裝有無線電通話器等，負責運輸蘇地亞橡皮艇；每次出勤，均會運載4艘蘇地亞橡皮艇。

### 小艇分區船隊
- 快速追截小艇(已退役)（Fast Pursuit Craft，縮寫：FPC），長8.5米，時速達50海浬，一般由3名人員操作[11][12][13][14]，共8艘。舊一批快速追截艇於1998年從澳大利亞引進[15]。2011年，小艇分區引進6艘新款快速追截艇用以取締部份舊快艇，每艘價值8百萬港元[16]。

- 多重任務截擊艇(Multi-Mission Interceptor，縮寫：MMI)，是水警總區「船隊更換計劃」中首批抵達的船隻。由美國SAFE Boats International建造，船長10.7米，最高航速可達55海里，一般由3名人員操作，最多可搭載14人。警務處總共引入8艘，每艘價值約1,126.5萬港元。此快艇一大特色是船尾甲板可根據不同行動需要而更換裝備，例如船尾甲板上的裝備儲物箱可更換成為吸震能力座椅。
  - 多重任務截擊艇於2020年正式服役並取代快速追截小艇。

- 山貓型高速截擊艇(已退役)(High-Speed Interceptor 縮寫：HSI)，時速達60海浬[17]，一般由5名人員操作，共5艘，其中1艘因使用年期長磨損太多而退役。此批高速截擊艇於1999年從荷蘭引進，以優質物料製造，設置先進的通訊和航海儀器[18]。
  - 2003年至2012年期間，小艇分區利用高速堵截艇共拘捕571名疑犯及檢獲2億2千5百萬元走私貨品。
  - 2013年5月24日，警務處向立法會申請1億1,400百萬港元用以更換5艘高速截擊艇[19]，於同年年底擬定標書，於2014年3月至8月招標、評審標書及批出合約，預計於2016年3月驗收及接收，預計於2016年3月至4月完成培訓人員及新型快艇投入服務[20][21]。

- 高速追截艇(High-Speed Interceptor 縮寫：HSI)，由法國ZODIAC建造，型號為ZODIAC HURRICANE ZH1300 MACH II 定制版，船長14.8米，時速達66海浬以上。警務處總共購買5艘，總值15,101,000美元。新款高速追截艇於2024年起陸續抵港，取代服役已久的山貓型高速截擊艇。

## 小艇隊遴選訓練
投考加入小艇隊的人員必須先完成水警人員在水警訓練學校的考核，擁有一定水警年資，並且成功通過面試。從剛加入至正式成為小艇分區人員，需要接受為期兩年半的訓練，包括理論課堂、裝備使用、日夜間多元化的行動訓練、駕駛快艇、追截及高速攔截戰術等等。

### 培訓
小艇分區人員年均至少需要兩次假消防處潛水基地舉行的水試，模擬在惡劣天氣及環境下執勤及求生。水試分為5部份，第一部份要求人員穿著工作服，在微風浪下直線游泳；第二部份要求人員穿著工作服及佩戴盔，以一口氣橫越潛泳；第三部份要求人員穿著工作服，在大風浪下直線游泳；第四部份，要求人員穿著工作服及佩戴盔，模擬在傾覆情況下扶正小艇，以確保人員遇事時能自救及拯救其他遇溺者；第五部份則要求人員穿著工作服及佩戴盔，逆流游泳，及在逆流下規避障礙物。

## 海事緊急應變小組遴選訓練

### 戰術行動醫療支援課程
戰術行動醫療支援課程（英文： Tactical Operational Medical Support ，縮寫：TOMS）由小艇分區戰術訓練教官潘福潮和醫院管理局急症科訓練中心註冊護士陳俊傑針對海事環境特別設計，內容涵蓋戰術急救醫學、院前護理及復甦技巧。2013年5月23日，首批學員（6名海事緊急應變小組組員）接受由醫院管理局顧問醫生所簽署的戰術行動醫療支援課程證書。

## 裝備

### 通訊器材
- 手提通訊機
- 海圖
- 雷達
- 手提全地定位系統
- 照明彈
- 照明火箭傘米：包括紅及白色兩款，其中白色型號被發射後，能夠營造等同10萬支燭光的亮度。
- 華利火訊號槍
- 望遠鏡
- 夜視鏡
  -  NVS 7-3XT(已退役)
  -  AN/PVS-14
- 熱能探測器

### 服裝
- 陸軍作戰服（UCP樣式；已退役）
- XiaoCheung Multicam迷彩樣式作戰服

### 救援裝備
- 救生圈
- Jason's cradle

### 醫療裝備
- 急救包
- 長脊椎板
- 硬頸套
- 自動體外心臟去顫器
- 呼吸輔助器
- 醫療氧器
- 脈搏血氧定量計

### 防暴裝備
- 盔，Shoei款式，內裡配備了通訊器材。
- 戰術頭盔
  -  Future Safety MANTA4 MH4 Typhoon Helmet
- 防彈盔
  -  M88 PASGT（已退役）
  -  Ops-Core FAST Ballistic
- 防爆風鏡
- 充氣式救生衣：人員意外墮海時會自動充氣。
- 攜板背心
  -  LBT 6094 Gen 3
- 護膝
- 戰術靴
- 防暴盾（長盾）：以聚碳酸酯物料造，防火及防刺破，高1.65米。
- 防彈盾
  -  ESKI SC-190424 PE 防彈盾牌

### 個人武器

#### 手槍
- 格洛克17，附有M3X Torch戰術電筒。
- 法德魯寸半口徑大口槍，俗稱大口仔，有效射程為50至75米，用作發射照明彈（38毫米彈照彈）或者催淚彈；每發射1次彈頭，會同時分散射擊出5枚CS-565型催淚彈。

#### 衝鋒槍
- 史特林（已退役及撤裝）
- HK MP5A5

#### 步槍
- SIG 516

#### 其他
- 胡椒噴霧
- 伸縮警棍
- 煙霧彈
- 催淚煙
- 瞄準鏡
  -  Aimpoint Micro T2紅點鏡（供SIG SG 516突擊步槍使用）
  -  Aimpoint 3XMag-1放大鏡（供SIG SG 516突擊步槍使用）

## 公眾聯繫

### 義工隊
小艇分區擁有其義工隊，經常參與外展等義務活動。

## 以小艇分區為題材的作品

### 綜合節目
- 《守護香港的故事》（2020年）

### 單元劇
- 《執法群英──義海雄心》（2003年）

### 微電影
- 《A Training Day》（2014年）

## 相關參見
- 特別任務連
- 海事處
- 香港消防處
  - 潛水組
- 香港海關
- 入境事務處
- 政府飛行服務隊

## 外部連結

### 官方
- 交通及運輸工具圖片

### 《警聲》
- 獅城人員訪水警小艇隊 （页面存档备份，存于）
- 水警小艇分區鞏固與渡輪夥伴關係 （页面存档备份，存于）

### 其他
- The SBU: Onward and Upward （页面存档备份，存于）
- 水警小艇隊 - 海上反罪惡精英[永久]

### 視頻

#### 《警訊》
- 《警訊》小艇分區特輯
- 警隊檔案之部門今昔──水警小艇隊 （页面存档备份，存于）
- 警隊檔案之部門今昔──水警反走私特遣隊 （页面存档备份，存于）

#### 其他
- 教育電視：水警知多少 （页面存档备份，存于）